# Stamnica
Stamnica (cyr. Стамница) – wieś w Serbii, w okręgu braniczewskim, w gminie Petrovac na Mlavi. W 2011 roku liczyła 1274 mieszkańców.